# Залізниця Рим — Лідо
Залізниця Рим — Лідо — залізнична лінія довжиною 28 км, що з'єднує Рим з Остією. Відкрита в 1924. На сьогоднішній день налічує 14 діючих станцій. Починається біля станції Піраміде лінії Бі римського метрополітену, далі проходить поруч з лінією, після чого поруч зі станцією EUR Мальяна направляється в Остію. Нещодавно електрифікована. Сьогодні є частиною метрополітену. 

## Станції
- Порта-Сан-Паоло
- Базиліка Сан-Паоло
- EUR Мальяна
- Тор-ді-Валле
- Торріно  (закрита)
- Меццокаміно (закрита)
- Вітінія
- Казал-Берноккі — Чентро-Джано
- Асілія
- Асілія Суд — Драгона
- Остія-Антіка
- Лідо-ді-Остія-Північна
  - Марина-Остія (відгалуження, закрита)
- Лідо-ді-Остія-Центральна
- Стелла-Поларе
- Кастел-Фузано
- Кристофоро-Коломбо